# Euphonia gouldi
L'eufonia di Gould od eufonia dorso oliva, nota anche come organista di Gould od organista dorso oliva (Euphonia gouldi Sclater, 1857) è un uccello passeriforme della famiglia dei Fringillidi.

## Etimologia
Il nome scientifico della specie, gouldi, venne scelto in omaggio all'ornitologo inglese John Gould: il nome comune altro non è che una traduzione di quello scientifico.

## Descrizione

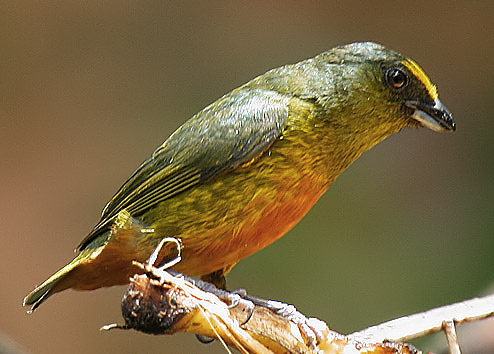
Maschio nell'Arenal.

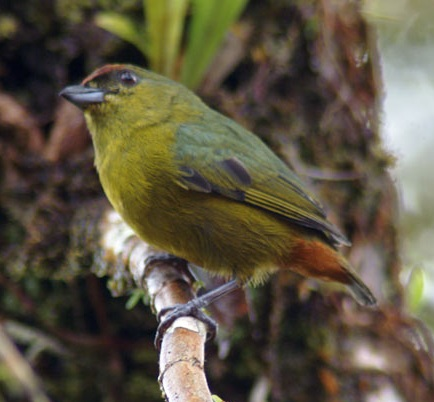
Femmina in natura.

### Dimensioni
Misura 9–10 cm di lunghezza, per 10,9-16 g di peso.

### Aspetto
Si tratta di un uccelletto dall'aspetto robusto, munito di testa arrotondata, forte becco conico dalle punte lievissimamente ricurve, ali appuntite e coda squadrata.
Il dimorfismo sessuale è presente ma non evidentissimo, come invece osservabile in altre eufonie.

Nei maschi la testa, il dorso e le ali sono di colore verde oliva scuro, che si scurisce ulteriormente divenendo nerastro (con le penne orlate di giallo-verdastro) su remiganti e coda, mentre su gola, petto e fianchi tale colore schiarisce e tende a sfumare nel verde-giallastro. La parte centrale del ventre ed il sottocoda sono di color mattone: la fronte è invece di colore giallo brillante.

Le femmine presentano livrea molto simile ai maschi, sebbene lievemente più smorta (specialmente per quanto concerne il giallastro di faccia, petto e fianchi, appena accennato, ed i riflessi metallici dorsali, prerogativa dei maschi): il colore rossiccio ventrale è meno esteso e limitato al solo sottocoda; tuttavia la macchia frontale, che nei maschi è gialla, nelle femmine è dello stesso colore del sottocoda. In ambedue i sessi, becco e zampe sono di colore nerastro, mentre gli occhi sono di color ambra.

## Biologia

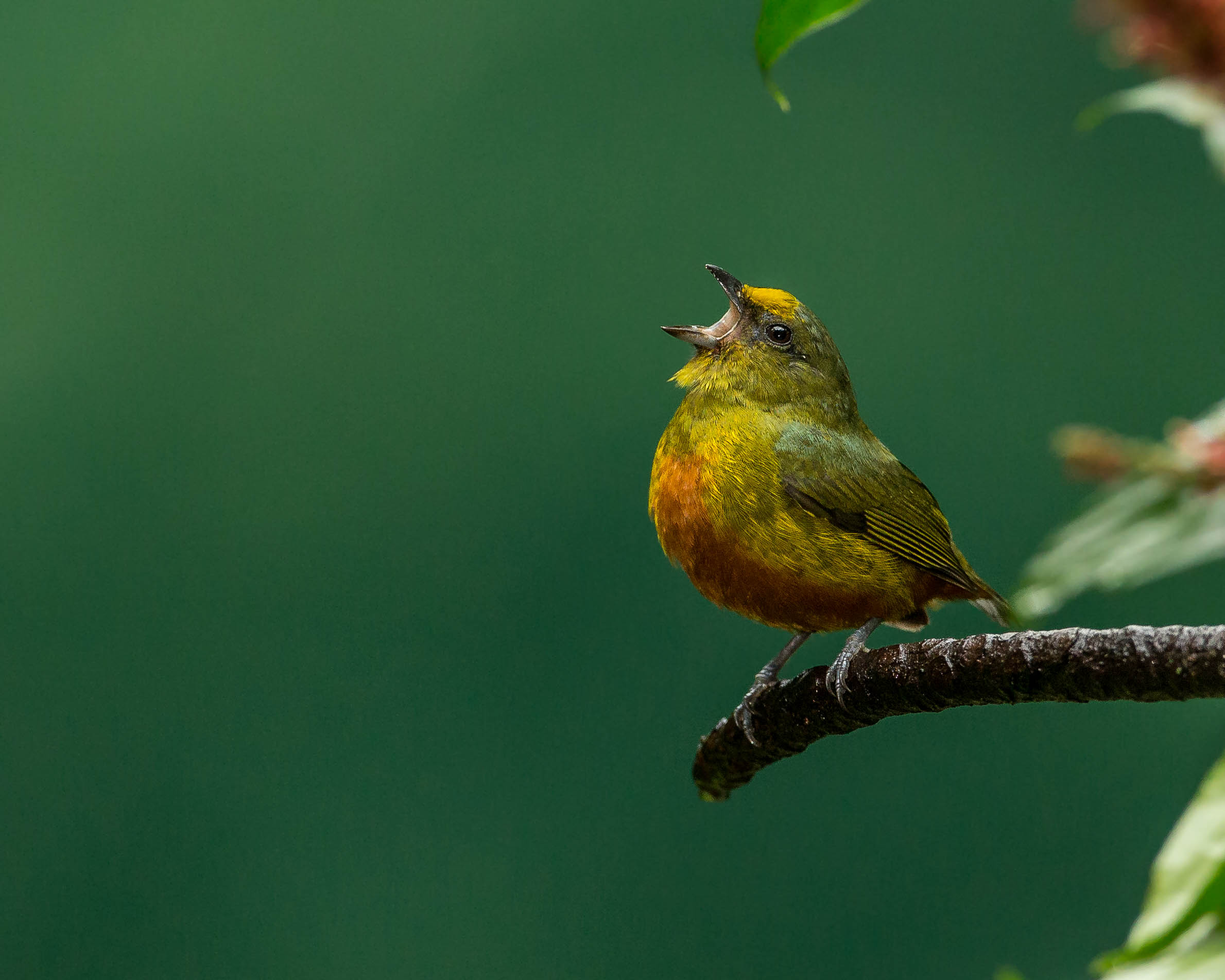
Maschio canta in Costa Rica.

Si tratta di uccelli dalle abitudini di vita essenzialmente diurne, che vivono in coppie o in gruppetti familiari e passano la maggior parte della giornata alla ricerca di cibo fra gli alberi, tenendosi in contatto fra loro mediante richiami metallici.

### Alimentazione

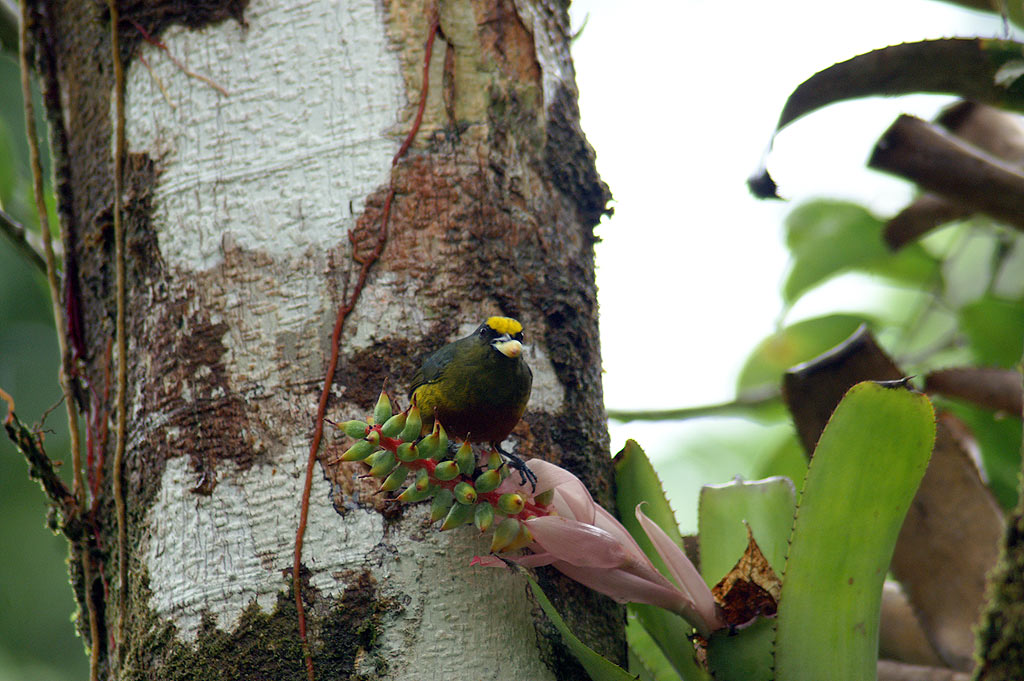
Maschio si alimenta in natura.

La dieta di questi uccelli è in massima parte frugivora, comprendendo bacche e piccoli frutti (soprattutto di Anthurium, Miconia e Trema), ma anche (seppur di rado) insetti.

### Riproduzione
La stagione riproduttiva va da febbraio a luglio: si tratta di uccelli rigidamente monogami, coi due sessi che collaborano per larga parte dell'evento riproduttivo.
Il nido, di forma globosa, viene costruito su un albero a 2–11 m d'altezza da ambedue i sessi: esso consta di una parte esterna di rametti e fibre vegetali intrecciate e di una camera di cova interna foderata di piumino e materiale vegetale morbido, all'interno della quale la femmina depone 2-5 uova biancastre con rada punteggiatura bruna.

Le uova vengono covate dalla sola femmina (imbeccata nel frattempo dal maschio, che staziona di guardia nei pressi del nido) per circa due settimane: i pulli, ciechi ed implumi alla schiusa, vengono imbeccati ed accuditi da ambedue i genitori e s'involano attorno alla terza settimana di vita, rimanendo ancora presso il nido per una decina di giorni prima di allontanarsene in maniera definitiva e disperdersi.

## Distribuzione e habitat

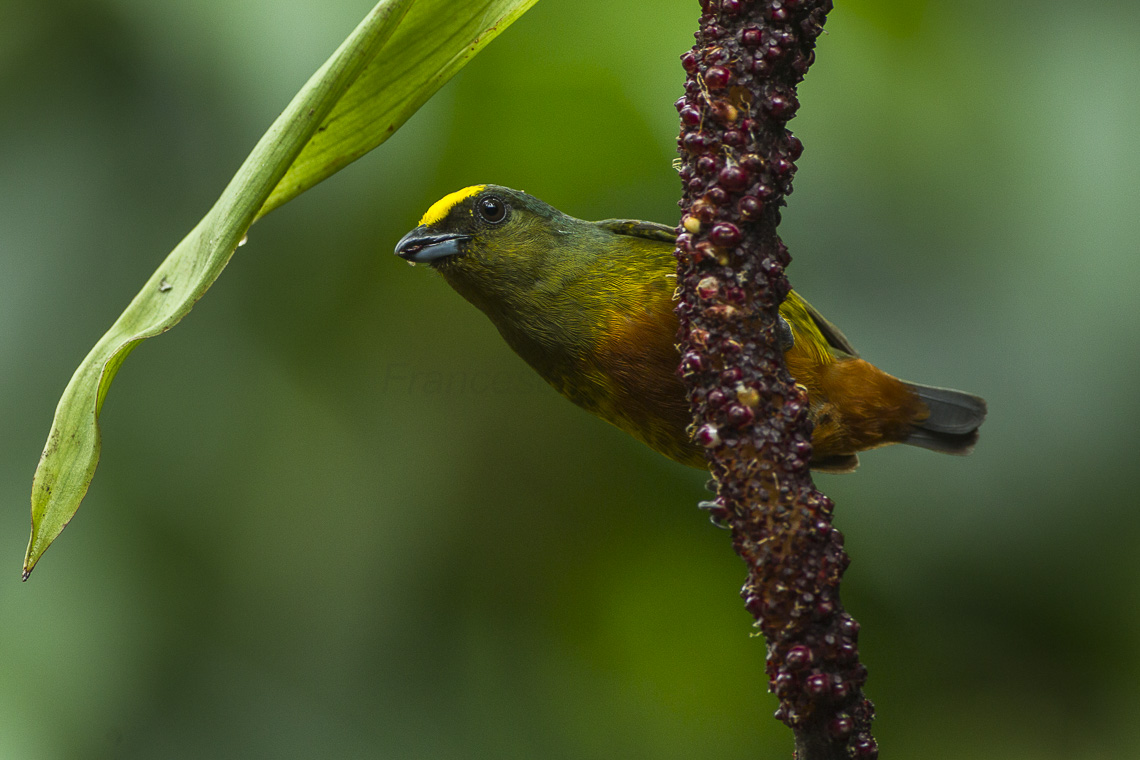
Maschio nel Sarapiquí.

L'eufonia di Gould è diffusa in un'ampia fascia dell'America centrale affacciata sul Mar dei Caraibi (ad eccezione dell'area di Guanacaste, dove questi uccelli sono presenti anche sul versante pacifico) che comprende buona parte del Messico centro-meridionale (dal sud del Veracruz al Quintana Roo meridionale, a sud fino a Oaxaca e Chiapas settentrionali),  il Belize, Guatemala ed Honduras settentrionali, Nicaragua e Costa Rica orientali ed il nord di Panama occidentale (provincia di Veraguas).
L'habitat di questi uccelli è rappresentato dalle zone di foresta primaria e secondaria, nonché dai campi di taglio e dalle piantagioni, fino a circa 1000 m di quota.

## Tassonomia
Se ne riconoscono due sottospecie:
- Euphonia gouldi gouldi Sclater, 1857 - la sottospecie nominale, diffusa nella porzione settentrionale dell'areale occupato dalla specie, a sud fino all'Honduras;
- Euphonia gouldi praetermissa (Peters, 1929) - diffusa dall'estremità sud-orientale dell'Honduras al nord-ovest di Panama.

Alcuni autori eleverebbero le popolazioni del Veracruz (ascritte alla sottospecie nominale) al rango di sottospecie a sé stante col nome E. g. loetscheri, tuttavia le differenze fra le due sono troppo esigue per permettere tale discorso.